# Stevens County, Washington
Stevens County är ett administrativt område i delstaten Washington, USA, med 43 531 invånare. Den administrativa huvudorten (county seat) är Colville.

## Geografi
Enligt United States Census Bureau har countyt en total area på 6 580 km². 6 419 km² av den arean är land och 161 km² är vatten.

### Angränsande countyn
- Pend Oreille County, Washington - öst
- Spokane County, Washington - sydöst
- Lincoln County, Washington - sydväst
- Ferry County, Washington - väst
- gränsar till Kanada i norr

### Orter
- Chewelah
- Colville (huvudort)
- Kettle Falls
- Marcus
- Northport
- Springdale